# Гринев Яр
Гринев Яр (укр. Гринів Яр) — село,
Рябоконевский сельский совет,
Краснокутский район,
Харьковская область, Украины.
Код КОАТУУ — 6323586203. Население по переписи 2001 года составляет 3 (2/1 м/ж) человека.

## Географическое положение
Село Гринев Яр находится на левом берегу реки Ковалевка, у Ковалевского водохранилища. Выше по течению на расстоянии в 1 км расположено село Олейники, ниже по течению примыкает село Ковалевка, на противоположном берегу — село Рандава.

## История
- 1911 — дата основания.